# Коллеретто-Кастельнуово
Коллеретто-Кастельнуово (итал. Colleretto Castelnuovo) — коммуна в Италии, располагается в регионе Пьемонт, в провинции Турин.
Население составляет 316 человек (2008 г.), плотность населения составляет 53 чел./км². Занимает площадь 6 км². Почтовый индекс — 10080. Телефонный код — 0124.
Покровителем коммуны почитается святой Антоний Великий, празднование 17 января.

## Демография
Динамика населения:

## Галерея

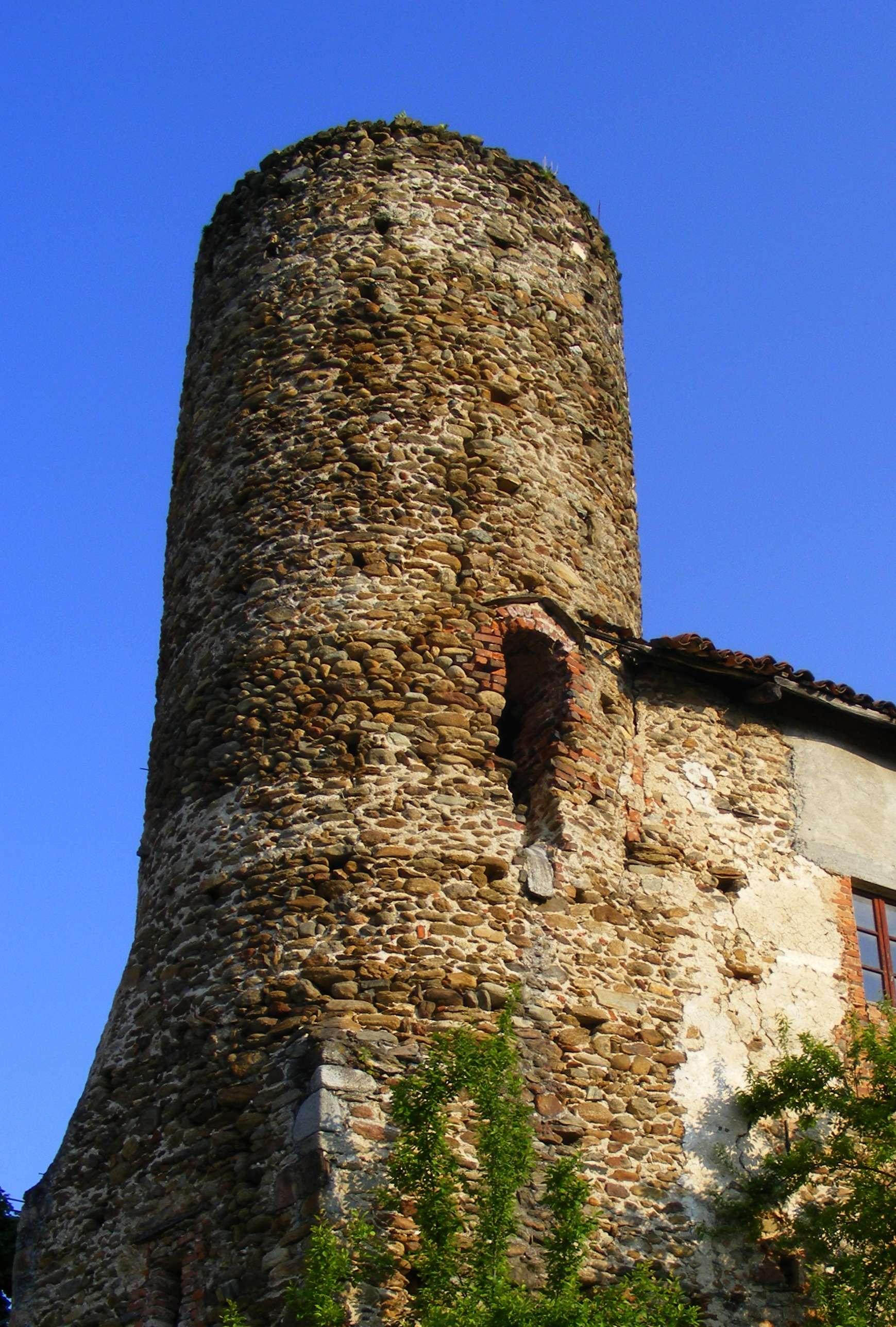
Средневековая башня
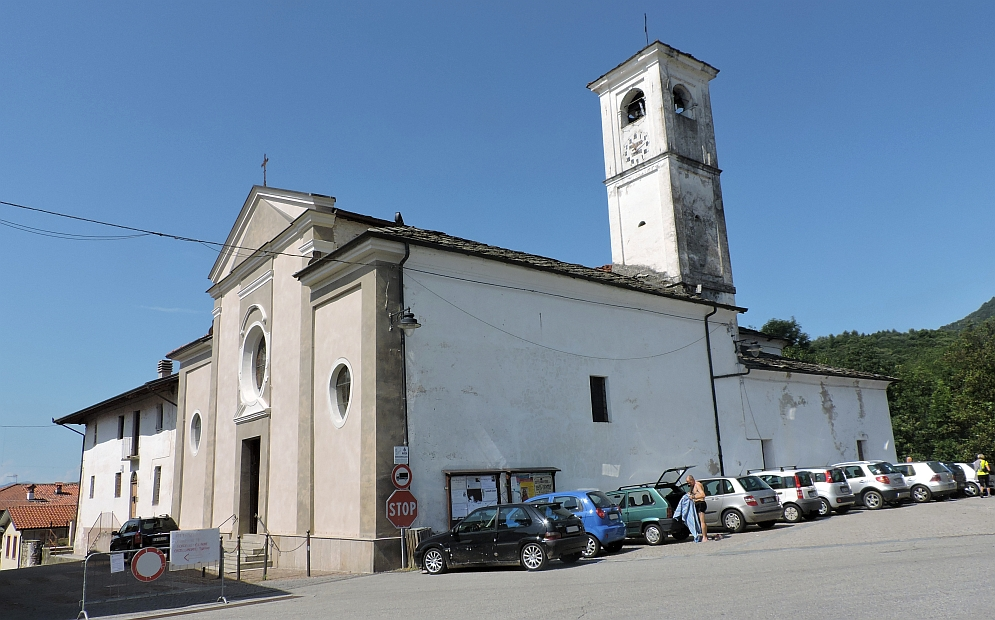
Приходской храм св.Антония Великого
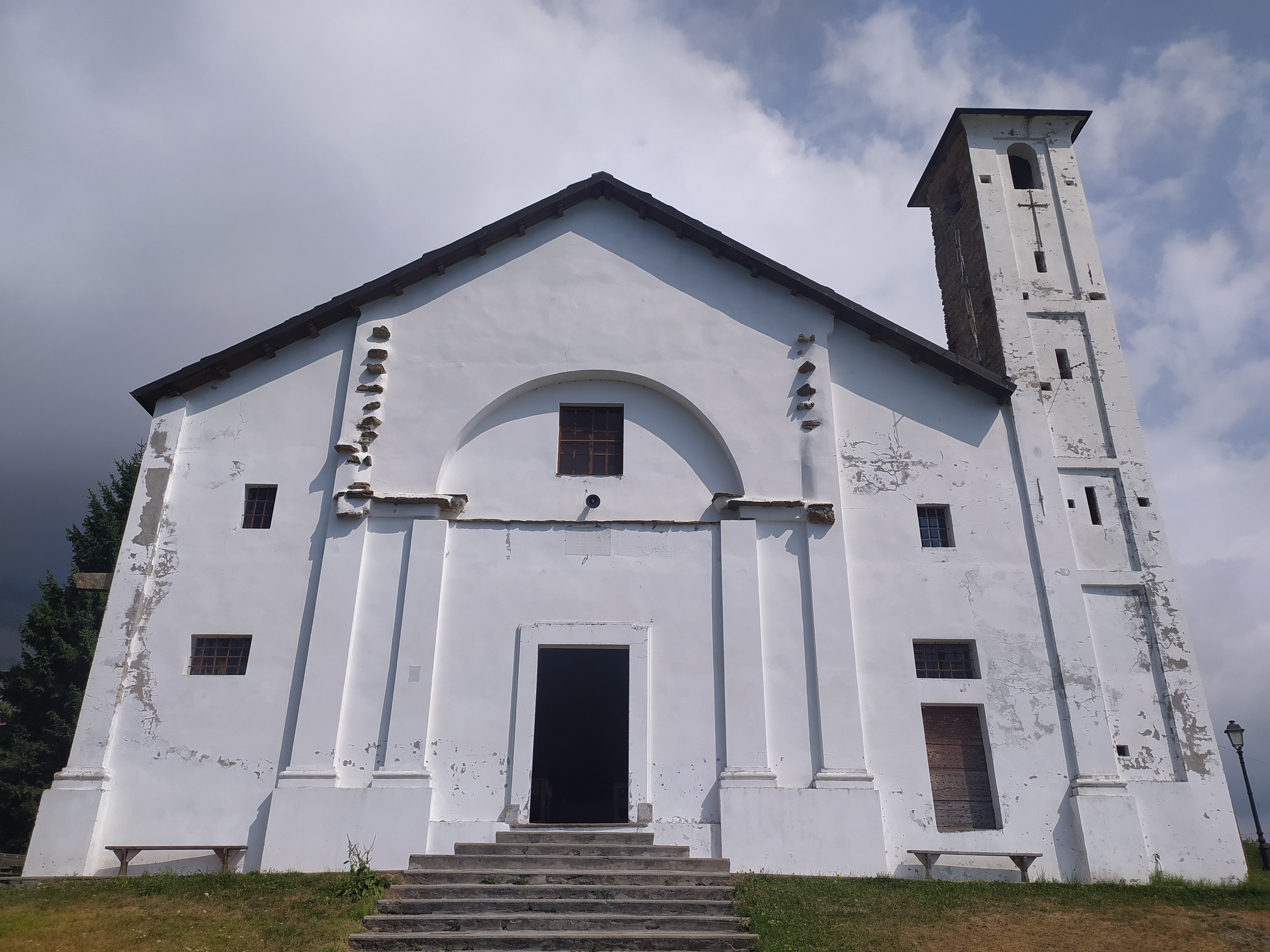
Молельня св.Елизаветы в Святой Долине
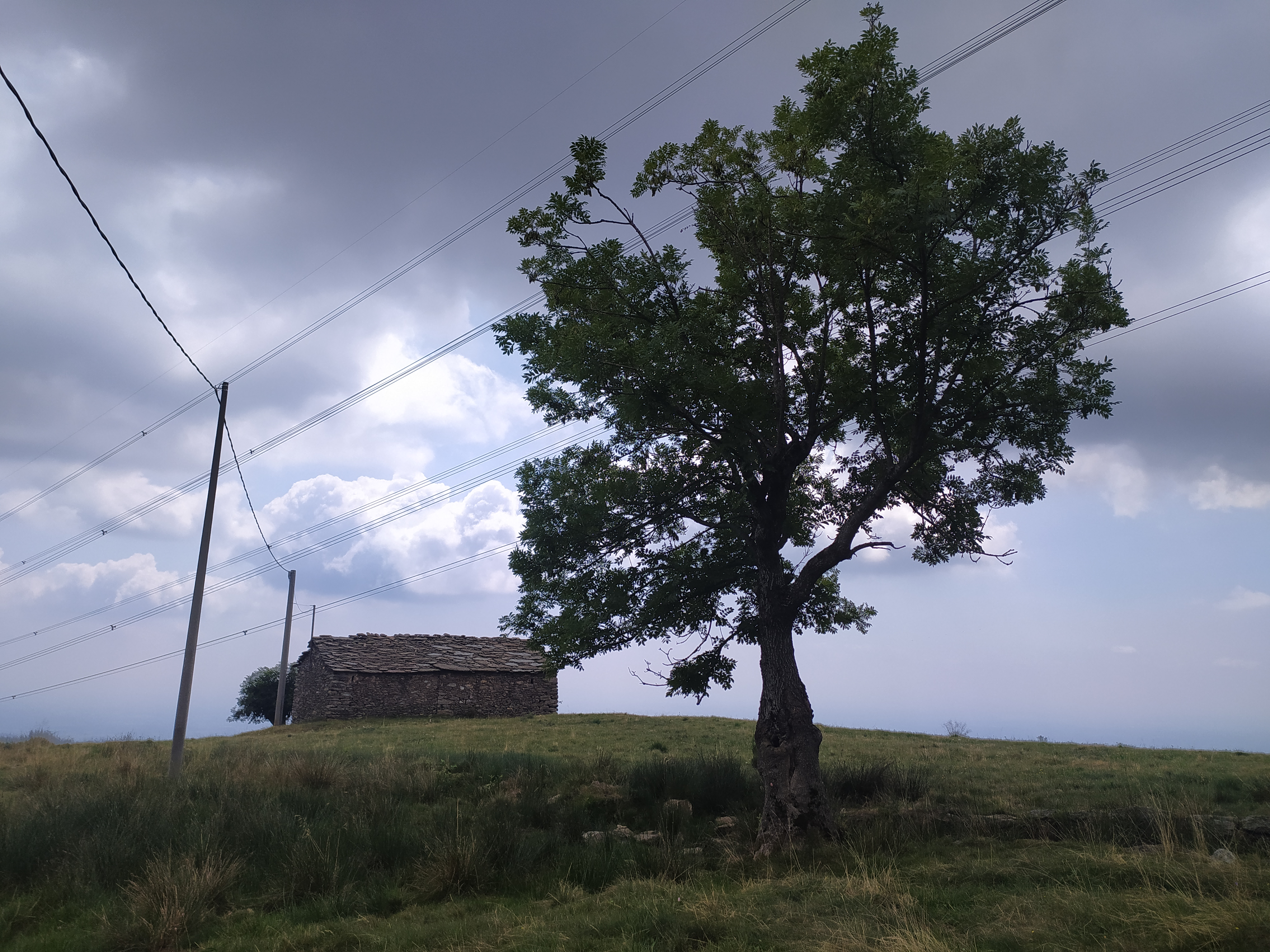
Pian del Lupo in Valle Sacra

## Администрация коммуны
- Официальный сайт: